# Charles Guillaume Hello
Pour les articles homonymes, voir Hello.
Charles Guillaume Hello est un homme politique français né le 6 août 1787 à Guingamp (Bretagne) et décédé le 12 mai 1850 à Paris.

## Biographie
Avocat à Guingamp, il est député des Côtes-du-Nord pendant les Cent-Jours. Opposant à la Restauration, il est procureur général à Rennes en 1830, puis avocat général à la Cour de cassation en 1837. Il est député du Morbihan de 1842 à 1843, siégeant au centre. Nommé conseiller à la Cour de cassation en 1843, il démissionne de son mandat de député.

## Sources
- « Charles Guillaume Hello », dans Adolphe Robert et Gaston Cougny, Dictionnaire des parlementaires français, Edgar Bourloton, 1889-1891 [détail de l’édition]